# Dolph Lundgren
Dolph Lundgren, właśc. Hans Lundgren (ur. 3 listopada 1957 w Spånga-Tensta) – szwedzki aktor kina akcji, okazjonalnie reżyser, producent i scenarzysta filmowy.
Zaliczany jest, obok Sylvestera Stallone, Arnolda Schwarzeneggera, Chucka Norrisa, Bruce’a Willisa, Stevena Seagala oraz Jeana-Claude’a Van Damme’a, do pokolenia aktorów filmowych stanowiących plejadę gwiazd kina akcji lat 80. XX w.. Według analizy magazynu „Superinteressante” Dolph Lundgren zabił w filmach najwięcej osób (662).

## Wczesne lata życia
Dorastał w rodzinie luterańskiej w Sztokholmie jako syn Sigrid Birgitty (z domu Tjerneld), nauczycielki języka szwedzkiego, i Karla Johan Hugo Lundgrena, inżyniera i ekonomisty szwedzkiego rządu. Wychowywał się z dwiema siostrami i starszym bratem Johanem. Jak twierdził Lundgren, jego ojciec był tyranem, dał upust swojej frustracji, wyżywając się na żonie i najstarszym synu, a w trakcie jego tyrad nazwał Dolpha „przegranym”, co zmotywowało go później do pracy nad sobą, by udowodnić sobie i innym, że „da radę, bo jest silny i inteligentny”. Miał trudne relacje z ojcem, co było powodem jego uczestnictwa w ciężkich sportach, takich jak boks czy karate. Jednocześnie powiedział też: Wciąż kocham ojca, bez względu na to, co się stało. Jest wiele rzeczy, które w nim nadal podziwiam. Jako dziecko byłem chyba za bardzo uparty. 
Jako dziecko cierpiał z powodu alergii. W wieku siedmiu lat próbował trenować judo i gōjū-ryū. Jako 10-latek trenował kyokushin karate. Gdy miał 13 lat, przeniósł się do domu dziadków w Nyland w Ångermanland. Początkowo grał na bębnach i miał aspiracje, aby stać się gwiazdą rocka. Jako nastolatek zaczął trenować z hantlami i ciężarkami. Mimo zainteresowania muzyką i sztuką, chciał zostać inżynierem (podobnie jak jego ojciec). W wieku 14 lat rozpoczął regularne treningi karate. Stał się też zapalonym fanem piłki nożnej, kibicującym klubowi Everton F.C. i śledzącym mistrzostwa Europy i świata w piłce nożnej.
Po ukończeniu szkoły średniej w latach 70. pomieszkiwał w Stanach Zjednoczonych, korzystając z różnych stypendiów naukowych, studiował chemię na Uniwersytecie Stanu Waszyngton i Uniwersytecie w Clemson. Z tego pierwszego otrzymał dyplom w dziedzinie chemii, idąc w ślady ojca i starszego brata, a następnie przez rok służył w szwedzkiej piechocie morskiej w Kustjägare (KJ). Podczas służby wojskowej poznał inne sztuki walki. Ukończył także studia magisterskie w zakresie inżynierii chemicznej w Królewskim Instytucie Technicznym w Sztokholmie. W 1975 osiągnął dan czarnego pasa w kyokushin. 

## Początki kariery
W 1978 był kapitanem szwedzkiej drużyny kumite-karate. W 1979 był groźnym konkurentem w World Open Tournament (zorganizowanym przez Kyokushin Karate Organization). Wygrał Mistrzostwa Europy w wadze ciężkiej w karate kyokushin w 1980 i 1981, a w 1982 uzyskał mistrzostwo w Australii.
W 1982 odebrał dyplom magistra chemii na Uniwersytecie w Sydney. Podczas pobytu w Sydney pracował jako ochroniarz w nocnym klubie w okolicy King Cross. W 1983 za bardzo dobre wyniki w nauce otrzymał stypendium Fulbrighta, dające mu wstęp na Instytut Techniczny Massachusetts. W 1983 został zatrudniony przez Grace Jones jako ochroniarz i oboje zostali kochankami. Razem z Jones wyjechał do Nowego Jorku. Pracował jako model dla nowojorskiej Zoli Agency, reklamując odzież i sprzęt sportowy. Zarabiał na życie również jako ochroniarz w nocnym klubie The Limelight na Manhattanie, pracując z Chazzem Palminteri, skąd jednak został zwolniony. W ciągu dnia uczył się aktorstwa w Warren Robertson Theatre Workshop z Andie MacDowell i Tomem Hulce. Spędzał czas w Studio 54 i The Factory Andy’ego Warhola, gdzie poznał takie sławy jak Robert Mapplethorpe, Keith Haring, Michael Jackson czy David Bowie
Grace Jones pomogła Lundgrenowi zdobyć pierwszą rolę filmową. Lundgren zadebiutował w niewielkiej roli Venza, jednego ze złoczyńców, agenta KGB w scenie z generałem Gogolem (Walter Gotell) w 14. filmie z cyklu o Jamesie Bondzie – Zabójczy widok (A View to a Kill, 1985) u boku Rogera Moore w roli głównej. W lipcu 1985 wziął udział w sesji zdjęciowej Helmuta Newtona dla magazynu „Playboy”. Był przesłuchany do roli w sequelu Rambo II (1985). Zwrócił na siebie uwagę kreacją radzieckiego boksera Iwana Drago w sensacyjnym dramacie sportowym Rocky IV (1985), za którą otrzymał nagrodę Marshall Trophy na festiwalu filmowym w Naperville w Illinois. Znalazł się na okładkach wielu magazynów sportowych, m.in. „Sports & Fitness” (w marcu 1986), „Men’s Fitness” (we wrześniu 1987), „Muscle & Fitness” (w sierpniu 1987, w grudniu 1991, w maju 2015, w styczniu 2017 w edycji brytyjskiej) czy „The Muscle Magazine” (1988 w hiszpańskiej edycji).
Był brany pod uwagę do roli Bena Richardsa w Uciekinierze (1987), którego ostatecznie zagrał Arnold Schwarzenegger. Wkrótce wsławił się główną rolą komiksowego He-Mana w filmie fantasy Władcy wszechświata (Masters of the Universe, 1987). Jednak krytycy nie szczędzili mu słów krytyki, wytykając, że jedyne plusy jego aktorstwa wynikają z jego fizyczności. Następnie wcielił się w rosyjskiego agenta KGB w sensacyjnym filmie wojennym Czerwony skorpion (Red Scorpion, 1989) oraz zagrał samotnego mściciela, policjanta-weterana wojennego Franka Castle, w filmie Punisher (The Punisher, 1989), gdzie wykonał większość popisów kaskaderskich.
W dreszczowcu fantastycznonaukowym Mroczny anioł (Dark Angel, 1990) zagrał postać policjanta Jacka Caine’a, walczącego z tytułowym przybyszem z kosmosu, który zagraża ludzkości. Andrzej Żuławski powierzył mu rolę francuskiego kapitana Criona w przygodowym dramacie wojennym Tygrys (Le Tigre, 1990), którego akcja rozgrywała się podczas upadku Dien Bien Phu; projekt został przerwany ze względu problemy finansowe producenta. W czarnej komedii sensacyjnej Ostry poker w Małym Tokio (Showdown in Little Tokyo, 1991) u boku Brandona Lee pojawił się jako Chris Kenner, detektyw z Los Angeles tropiący szefa Yakuzy.

## Rozwój kariery

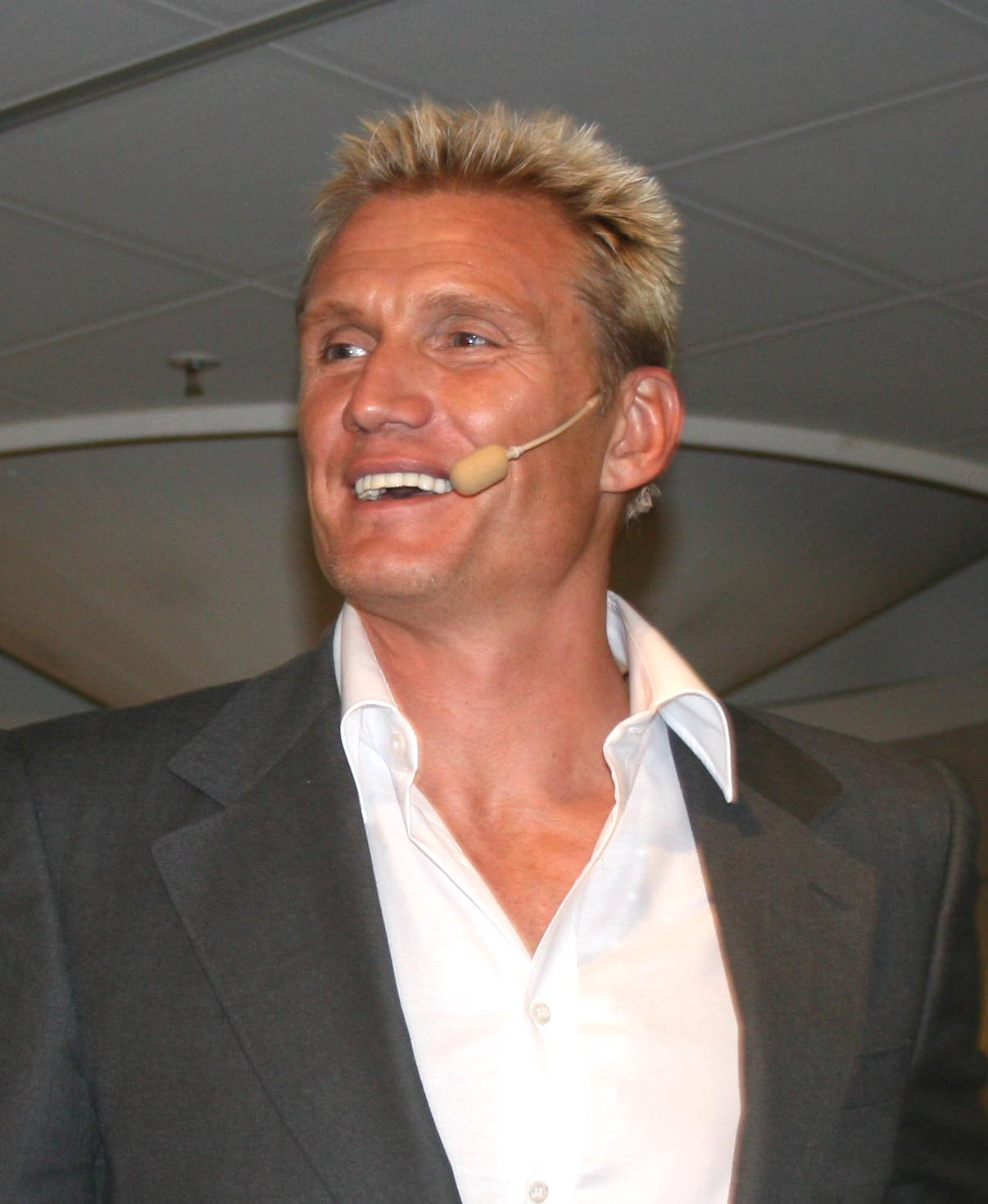
Lundgren (2007)

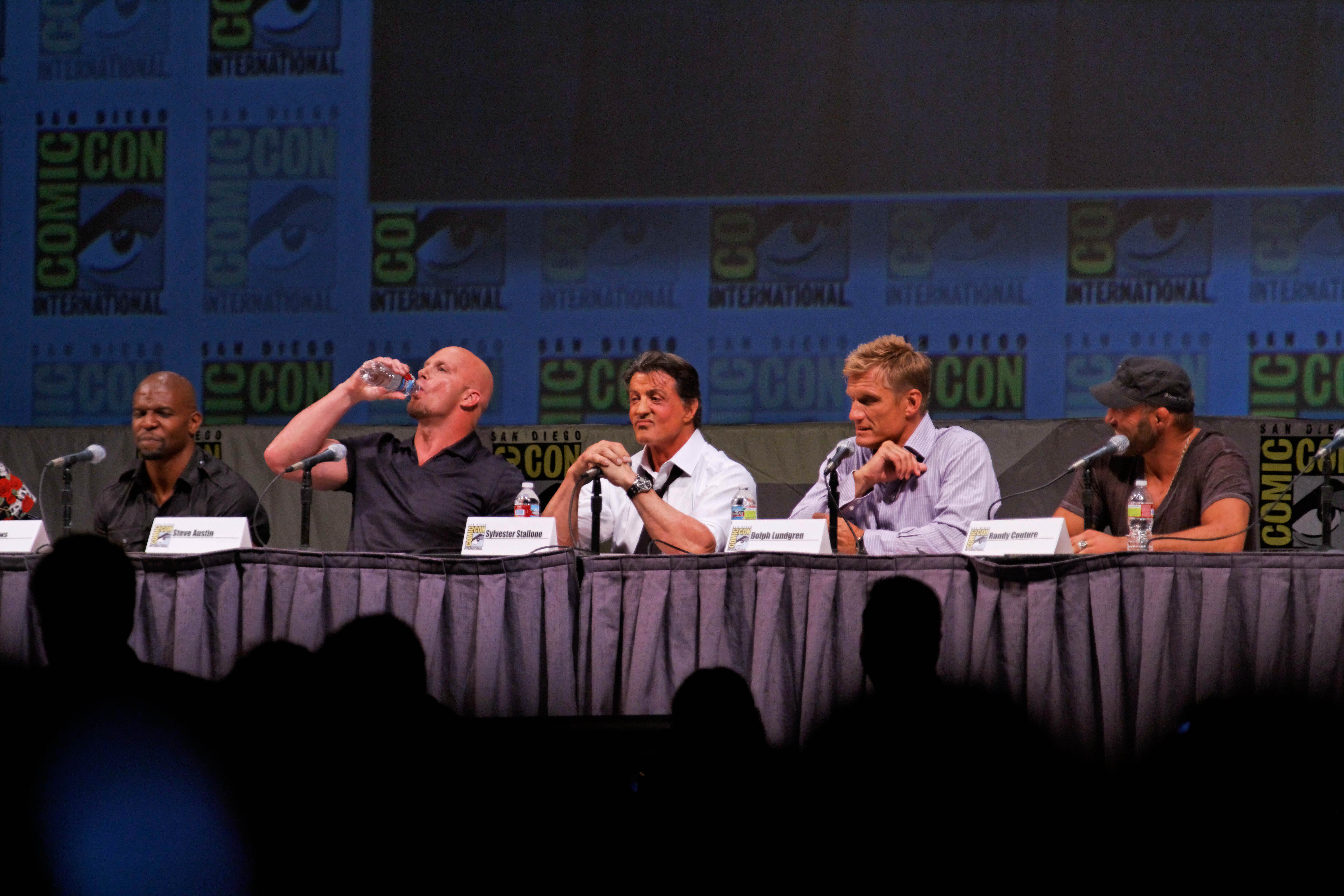
Lundgren z obsadą Niezniszczalnych na San Diego Comic-Con (2010)

Lundgren stał się ikoną kina akcji po udziale w sensacyjnym dramacie fantastycznonaukowym Ronalda Emmericha Uniwersalny żołnierz (Universal Soldier, 1992), gdzie został obsadzony w roli antagonisty sierżanta Andrew Scotta – żołnierza-cyborga GR13, przeciwnika Jeana-Claude’a Van Damme’a. Emmerich miał ambicje, aby konflikt dwóch żołnierzy przywodził na myśl Czas apokalipsy. W 1992 Van Damme i Lundgren promowali Uniwersalnego żołnierza na 45. Festiwalu Filmowym w Cannes, gdzie na czerwonym dywanie obaj cedząc słowa przepychali się na oczach dziennikarzy i ochroniarzy, a tym samym stali bohaterami jednego z najsłynniejszych skandali w historii festiwalu. Po latach Lundgren przyznał, że bójka została dokładnie zaplanowana. Film Emmericha powstał za 23 mln dolarów i przyniósł producentom 13 mln zysku. Van Damme i Lundgren spotkali się planie filmowym wielokrotnie. Zagrali razem w dwóch sequelach Uniwersalnym żołnierzu: Regeneracji (2009) i Uniwersalnym żołnierzu: Dniu odrodzenia (2012), dwóch sequelach Niezniszczalnych 2 (2012) i Niezniszczalnych 3 (2014) oraz w dreszczowcu W Otchłani (Black Water, 2018), opowieści dziejącej się w tajemniczej łodzi podwodnej, która służy jako więzienie dla CIA. 
Wystąpił gościnnie w teledyskach: „Body Count’s in the House” (1992) zespołu Body Count, „Space” (2006) Irson Kudikowej i „Believer” (2017) grupy Imagine Dragons. W 1994 związał się z nowojorskim Ensemble Studio Theater i występował z Group of Eight. W cyberpunkowym dreszczowcu fantastycznonaukowym Johnny Mnemonic (1995) z Keanu Reevesem wystąpił w roli ulicznego kaznodziei-zabójcy. Kolejne projekty przeznaczane na rynek wideo z jego udziałem nie przykuwały zbyt dużej uwagi. Był kapitanem drużyny pięcioboistów Stanów Zjednoczonych na igrzyskach w 1996. Miał wystąpić w realizacji Meltdown (1994) na podstawie scenariusza Johna Carpentera, która nie doszła do skutku. Planowo miał zagrać w komedii Złodziej prędkości (RPM, 1997), napisanej i wyreżyserowanej przez Rogera Avary’ego, ale projekt został porzucony z powodów budżetowych i wycofania się New Line Cinema z dystrybucji; ostatecznie został napisany i wyreżyserowany przez Iana Sharpa bez udziału Lundgrena. Był kandydatem do roli Fantoma / Kita Walkera w filmie przygodowym Fantom (1996). Kandydował do roli niepokonanego wojownika Tygrysa z Gaulu w epickim filmie historycznym Ridleya Scotta Gladiator (2000), którą zagrał Sven-Ole Thorsen.
Od 2004 zajął się reżyserią. Wśród projektów wyreżyserowanych przez Lundgrena znalazły się filmy akcji klasy „B”, w tym Obrońca (The Defender, 2004), Mechanik: Czas zemsty (The Mechanik, 2005) w którym zagrał także postać byłego komandosa Nikolaja Czerenienko, Morderczy występ (Command Performance, 2009) i Zlecenie na śmierć (Icarus, 2010). Do niektórych ze swoich filmów pisał scenariusze. W dramacie przygodowym Nowe imperium (L’Inchiesta, 2006) wcielił się w postać nordyckiego niewolnika Briksosa. W przygodowym filmie akcji Niezniszczalni (The Expendables, 2010) wystąpił z największymi gwiazdami kina sensacyjnego lat 80. i 90.: Arnoldem Schwarzeneggerem, Sylvestrem Stallone i Bruce’em Willisem.
W 2007 stoczył pokazową walkę bokserską z Olegiem Taktarowem. W 2008 prowadził odcinek szwedzkiej audycji radiowej Sveriges Radio P1 Sommar. W 2013 został uhonorowany nagrodą za całokształt twórczości jako najlepszy aktor historycznego hitu kinowego Rocky IV na Międzynarodowym Festiwalu Filmowym CineRockom.
W 2016 dołączył do piątego sezonu serialu The CW Arrow jako czarny charakter Konstantin Kovar. W reklamie Volvo (2018) wystąpił w roli ostrego sierżanta.
W 2018, po 33 latach, powrócił na kinowy ekran jako Ivan Drago w filmie Creed II. Wraz z Florianem Munteanu, grającym w filmie jego syna Viktora, trafił na okładkę „Men’s Health” w grudniu 2018. W 2019 przyjął Nagrodę Palacza Cygar Roku przyznaną przez nowojorską firmę M. Shanken Communications, Inc. za całokształt twórczości. W dreszczowcu Operacja Seawolf (Operation Seawolf, 2022) z Frankiem Grillo o ataku niemieckiego okrętu podwodnego na Nowy Jork pod koniec II wojny światowej został obsadzony w głównej roli jako kapitan Hans Kessler. W 2022 został gwiazdą reklamy Old Spice. 

## Życie prywatne
W latach 1990–1991 był żonaty z Peri Momm. W czasie związku z piosenkarką Grace Jones (1983-1986) regularnie uprawiał seks grupowy. Spotykał się z modelką Janice Dickinson.
27 lutego 1994 w Sztokholmie ożenił się z projektantką biżuterii i stylistką w Marbella Anette Qviberg, z którą ma dwie córki – Idę Sigrid (ur. 29 kwietnia 1996 w Sztokholmie) i Gretę Eveline (ur. 30 listopada 2002 w Sztokholmie). Rozwiedli się w 2011. W latach 2011–2017 był związany z młodszą o 24 lata Jenny Sandersson. W czerwcu 2020 zaręczył się z norweską trenerką personalną Emmą Krokdal, młodszą od niego o 39 lat, z którą zwarł związek małżeński 13 lipca 2023 na Mykonos w Grecji.
W 2015 zdiagnozowano u niego raka nerki; w tym czasie przeszedł kilka operacji, podczas których usunięto mu sześć guzów. We wrześniu 2022 przeszedł skomplikowaną operację lewej kostki ze względu na niezaleczoną kontuzję od lat 70., której uległ podczas służby w szwedzkiej piechocie morskiej w Kustjägare.

## Filmografia

### Filmy
| Rok  | Tytuł                                                                        | Rola                                                       | Reżyser                                    |
| ---- | ---------------------------------------------------------------------------- | ---------------------------------------------------------- | ------------------------------------------ |
| 1985 | Zabójczy widok (A View to a Kill)                                            | Venz, oficer KGB                                           | John Glen                                  |
| 1985 | Rocky IV                                                                     | Iwan Drago                                                 | Sylvester Stallone                         |
| 1987 | Maximum Potential (wideo)                                                    | w roli samego siebie (także scenarzysta)                   | John Langley                               |
| 1987 | Władcy wszechświata (Masters of the Universe)                                | He-Man                                                     | Gary Goddard                               |
| 1988 | Czerwony skorpion (Red Scorpion)                                             | porucznik Nikolai Rachenko                                 | Joseph Zito                                |
| 1989 | Punisher (The Punisher)                                                      | Frank Castle / The Punisher                                | Mark Goldblatt                             |
| 1990 | Mroczny anioł (I Come in Peace/Dark Angel)                                   | detektyw Jack Caine                                        | Craig R. Baxley                            |
| 1991 | Mistyfikacja (Cover-Up)                                                      | Mike Anderson                                              | Manny Coto                                 |
| 1991 | Ostry poker w Małym Tokio (Showdown in Little Tokyo)                         | sierżant Chris Kenner                                      | Mark L. Lester                             |
| 1992 | Uniwersalny żołnierz (Universal Soldier)                                     | sierżant Andrew Scott / GR13                               | Roland Emmerich                            |
| 1993 | Drzewo Jozuego (Joshua Tree)                                                 | Wellman Anthony Santee                                     | Vic Armstrong                              |
| 1994 | Śmiertelny pięciobój (Pentathlon)                                            | Eric Brogar (także producent)                              | Bruce Malmuth                              |
| 1994 | Najemnicy (Men of War)                                                       | Nick Gunnar                                                | Perry Lang                                 |
| 1994 | Sunny Side Up                                                                | w roli samego siebie                                       | Bettina Speer                              |
| 1995 | Johnny Mnemonic                                                              | Karl Honig, uliczny kaznodzieja                            | Robert Longo                               |
| 1995 | Strzelec wyborowy (Hidden Assassin)                                          | Michael Dane                                               | Ted Kotcheff                               |
| 1996 | Honor zabójcy (Silent Trigger)                                               | Waxman, strzelec                                           | Russell Mulcahy                            |
| 1997 | Rozjemca (The Peacekeeper)                                                   | major Frank Cross                                          | Frédéric Forestier                         |
| 1998 | Minion (The Minion, Fallen Knight)                                           | Lukas Sadorov                                              | Jean-Marc Piché                            |
| 1998 | Saper (Sweepers)                                                             | Christian Erickson                                         | Keoni Waxman                               |
| 1998 | Ochroniarz (Blackjack, TV)                                                   | Jack Devlin                                                | John Woo                                   |
| 1999 | Spisek (Storm Catcher)                                                       | major Jack Holloway                                        | Anthony Hickox                             |
| 1999 | Zły generał (Bridge of Dragons)                                              | Warchyld                                                   | Isaac Florentine                           |
| 2000 | Niebezpieczny związek (Jill the Ripper)                                      | Murray Wilson                                              | Anthony Hickox                             |
| 2000 | Ostatni patrol (The Last Patrol)                                             | kpt. Nick Preston                                          | Sheldon Lettich                            |
| 2001 | Agent Red (Captured)                                                         | Jim Solomen                                                | Damian Lee, Jim Wynorski                   |
| 2002 | Tajny projekt (Hidden Agenda)                                                | Jason Price                                                | Marc S. Grenier                            |
| 2003 | Pod nadzorem (Detention)                                                     | Sam Decker                                                 | Sidney J. Furie                            |
| 2004 | Ostateczna rozgrywka (Direct Action)                                         | Frank Gannon                                               | Sidney J. Furie                            |
| 2004 | Fat Slags                                                                    | Randy, instruktor fitness                                  | Ed Bye                                     |
| 2004 | Misja w czasie (Retrograde)                                                  | John Foster                                                | Christopher Kulikowski                     |
| 2004 | Obrońca (The Defender)                                                       | Lance Rockford                                             | Dolph Lundgren                             |
| 2004 | A Tale of Two Titans (wideo)                                                 | w roli samego siebie                                       | Chris Sikorowski                           |
| 2004 | Guns, Genes & Fighting Machines: The Making of 'Universal Soldier            | w roli samego siebie                                       | Jeffrey Schwarz                            |
| 2005 | Mechanik: Czas zemsty (The Mechanik)                                         | Nikolaj „Nick” Czerenienko                                 | Dolph Lundgren (także scenariusz)          |
| 2006 | Nowe imperium (The Inquiry, L’Inchiesta)                                     | Brixos                                                     | Giulio Base                                |
| 2007 | Diamentowe psy (Diamond Dogs)                                                | Xander Ronson                                              | Samuel Dolhasca, Dolph Lundgren            |
| 2007 | Misjonarz (Missionary Man)                                                   | Ryder                                                      | Dolph Lundgren (także scenariusz)          |
| 2009 | Kontakt bezpośredni (Direct Contact)                                         | Mike Riggins                                               | Danny Lerner                               |
| 2009 | Morderczy występ (Command Performance)                                       | Joe Reynolds                                               | Dolph Lundgren (także scenariusz)          |
| 2009 | Uniwersalny żołnierz: Regeneracja (Universal Soldier: Regeneration)          | Andrew Scott                                               | John Hyams                                 |
| 2010 | Zlecenie na śmierć (Icarus)                                                  | Edward Genn/Icarus                                         | Dolph Lundgren (także scenariusz)          |
| 2010 | Niezniszczalni (The Expendables)                                             | Gunnar Jensen                                              | Sylvester Stallone                         |
| 2011 | Dungeon Siege: W imię króla 2 (In the Name of the King 2: Two Worlds)        | Granger                                                    | Uwe Boll                                   |
| 2012 | Small Apartments                                                             | dr Sage Mennox                                             | Jonas Åkerlund                             |
| 2012 | Uwięzieni (Stash House)                                                      | Andy Spector                                               | Eduardo Rodríguez                          |
| 2012 | Uniwersalny żołnierz: Dzień odrodzenia (Universal Soldier: Day of Reckoning) | Andrew Scott                                               | John Hyams                                 |
| 2012 | Mordercze starcie (One in the Chamber)                                       | Aleksey „The Wolf” Andreev                                 | William Kaufman                            |
| 2012 | Niezniszczalni 2 (The Expendables 2)                                         | Gunnar Jensen                                              | Simon West                                 |
| 2013 | Tajemnicza przesyłka (The Package )                                          | Niemiec                                                    | Jesse V. Johnson                           |
| 2013 | Legendary: Grobowiec smoka (Legendary: Tomb of the Dragon)                   | Harker                                                     | Eric Styles                                |
| 2013 | Bitwa potępionych (Battle of the Damned)                                     | major Max Gatling (także producent)                        | Christopher Hatton                         |
| 2013 | Pod przykryciem (Ambushed)                                                   | Maxwell (także producent)                                  | Giorgio Serafini                           |
| 2013 | Krew odkupienia (Blood of Redemption)                                        | Axel ('The Swede')                                         | Giorgio Serafini, Shawn Sourgose           |
| 2013 | A Man Will Rise (Local Hero)                                                 | kowboj wynajęty morderca                                   | Tony Jaa, Vitidnan Rojanapanich            |
| 2014 | Niezniszczalni 3 (The Expendables 3)                                         | Gunnar Jensen                                              | Patrick Hughes                             |
| 2014 | Nieuchronna sprawiedliwość (Puncture Wounds/Justice aka A Certain Justice)   | Hollis                                                     | Giorgio Serafini, James Coyne              |
| 2014 | Bezlitosny (Skin Trade)                                                      | Nick Cassidy (także producent i scenarzysta)               | Ekachai Uekrongtham                        |
| 2015 | Oddział wyrzutków (War Pigs )                                                | kpt. Hans Picault                                          | Ryan Little                                |
| 2015 | Dobry, zły i martwy (4Got10)                                                 | Bob Rooker                                                 | Timothy Woodward Jr.                       |
| 2015 | Rekin z jeziora (Shark Lake)                                                 | Clint Gray (także producent)                               | Jerry Dugan                                |
| 2015 | Więzienie w ogniu (Riot)                                                     | William                                                    | John Lyde                                  |
| 2016 | Witamy w Willits (Welcome to Willits)                                        | Derek                                                      | Trevor Ryan                                |
| 2016 | Gliniarz w przedszkolu 2 (Kindergarten Cop 2)                                | agent FBI Zack Reed (także producent                       | Don Michael Paul                           |
| 2016 | Ave, Cezar! (Hail, Caesar!)                                                  | dowódca Submarine                                          | Joel i Ethan Coenowie                      |
| 2017 | Zlecenie (Larceny)                                                           | Jack                                                       | R. Ellis Frazier                           |
| 2017 | Porwanie (Altitude)                                                          | Matthew Sharpe                                             | Alex Merkin                                |
| 2017 | Dead Trigger - Oddział śmierci (Dead Trigger)                                | Kyle Walker                                                | Mike Cuff, Scott Windhauser                |
| 2018 | W Otchłani (Black Water)                                                     | Marco                                                      | Pasha Patriki                              |
| 2018 | Aquaman                                                                      | Nereus                                                     | James Wan                                  |
| 2018 | Creed II                                                                     | Ivan Drago                                                 | Steven Caple Jr.                           |
| 2019 | The Tracker                                                                  | Aiden Hakansson                                            | Giorgio Serafini                           |
| 2019 | Przyspieszenie (Acceleration)                                                | Vladik Zorich, władca przestępczego półświatka Los Angeles | Daniel Zirilli, Michael Merino             |
| 2019 | Najdłuższa noc (Hard Night Falling)                                          | Michael Anderson                                           | Giorgio Bruno                              |
| 2021 | Pups Alone                                                                   | Victor                                                     | Alex Merkin                                |
| 2021 | Castle Falls                                                                 | Shea                                                       | Dolph Lundgren                             |
| 2022 | Minionki: Wejście Gru (Minions: The Rise of Gru)                             | Zemsta (głos)                                              | Kyle Balda, Brad Ableson, Jonathan del Val |
| 2022 | Seal Team                                                                    | Delf (głos)                                                | Greig Cameron, Kane Croudace               |
| 2022 | Aquaman i Zaginione Królestwo (Aquaman and the Lost Kingdom)                 | Nereus, król podwodnego królestwa Xebel i ojciec Mery      | James Wan                                  |
| 2022 | Malevolence                                                                  | Miles                                                      | Dolph Lundgren                             |
| 2023 | Niezniszczalni 4 (Expend4bles)                                               | Gunner Jensen                                              | Scott Waugh                                |
| 2024 | Wanted Man. Ścigany (Wanted Man)                                             | Travis Johansen                                            | Dolph Lundgren                             |
| 2024 | Supercell’s Squad Busters: Squad Up! (krótkometrażowy wideo)                 | barbarzyńca                                                | Jody Hill                                  |

### Seriale TV
| Rok       | Tytuł                                                  | Rola                                                         | Uwagi                                |
| --------- | ------------------------------------------------------ | ------------------------------------------------------------ | ------------------------------------ |
| 2010      | Chuck                                                  | Marco                                                        | odc.: „Chuck Versus the Anniversary” |
| 2012      | The Eric Andre Show                                    | w roli samego siebie                                         | odc.: „George Clooney”               |
| 2013      | SAF3 - Oddział ratunkowy (SAF3)                        | John Eriksson, lider zespołu strażaków z elitarnej jednostki | 12 odcinków                          |
| 2015      | Workaholics                                            | w roli samego siebie                                         | odc.: „Blood Drive”                  |
| 2016      | Space                                                  | w roli samego siebie                                         |                                      |
| 2016–2017 | Arrow                                                  | Konstantin Kovar                                             |                                      |
| 2018      | Broken Sidewalk                                        | Herb                                                         |                                      |
| 2019      | U nas w Filadelfii (It's Always Sunny in Philadelphia) | John Thundergun                                              | odc.: „Thunder Gun 4: Maximum Cool”  |

## Nagrody
| Rok  | Nagroda                                                   | Kategoria                                    | Film            |
| ---- | --------------------------------------------------------- | -------------------------------------------- | --------------- |
| 1985 | Festiwal Filmów Niezależnych Naperville Trofeum Marshalla | Najlepszy aktor                              | Rocky IV (1985) |
| 2007 | Malaga International Week of Fantastic Cinema             | Fantastyczna latarnia                        | –               |
| 2013 | Międzynarodowy Festiwal Filmowy CineRocomm                | Diamentowa Nagroda za całokształt twórczości | Rocky IV (1985) |